# Nowa Ruda (stacja kolejowa)
Nowa Ruda – stacja kolejowa w Nowej Rudzie, w województwie dolnosląskim, w Polsce. Według klasyfikacji PKP ma kategorię dworca regionalnego.

## Historia
1 czerwca 1879 doprowadzono do miasta szyny z Kłodzka, a 15 października 1880 na stację w Nowej Rudzie wjechał pierwszy pociąg z Wałbrzycha.  Budynek dworca przy ul. Kolejowej 24 wybudowano po 1903 z czerwonego piaskowca w stylu neoklasycystycznym połączonym ze stylem arkadowym. Przy dworcu wzniesiono budynek mieszkalny dla pracowników kolei.

## Ruch pasażerski
| Rok  | Wymiana pasażerska na dobę |
| ---- | -------------------------- |
| 2017 | 100-149                    |
| 2022 | 200-299                    |

## Galeria

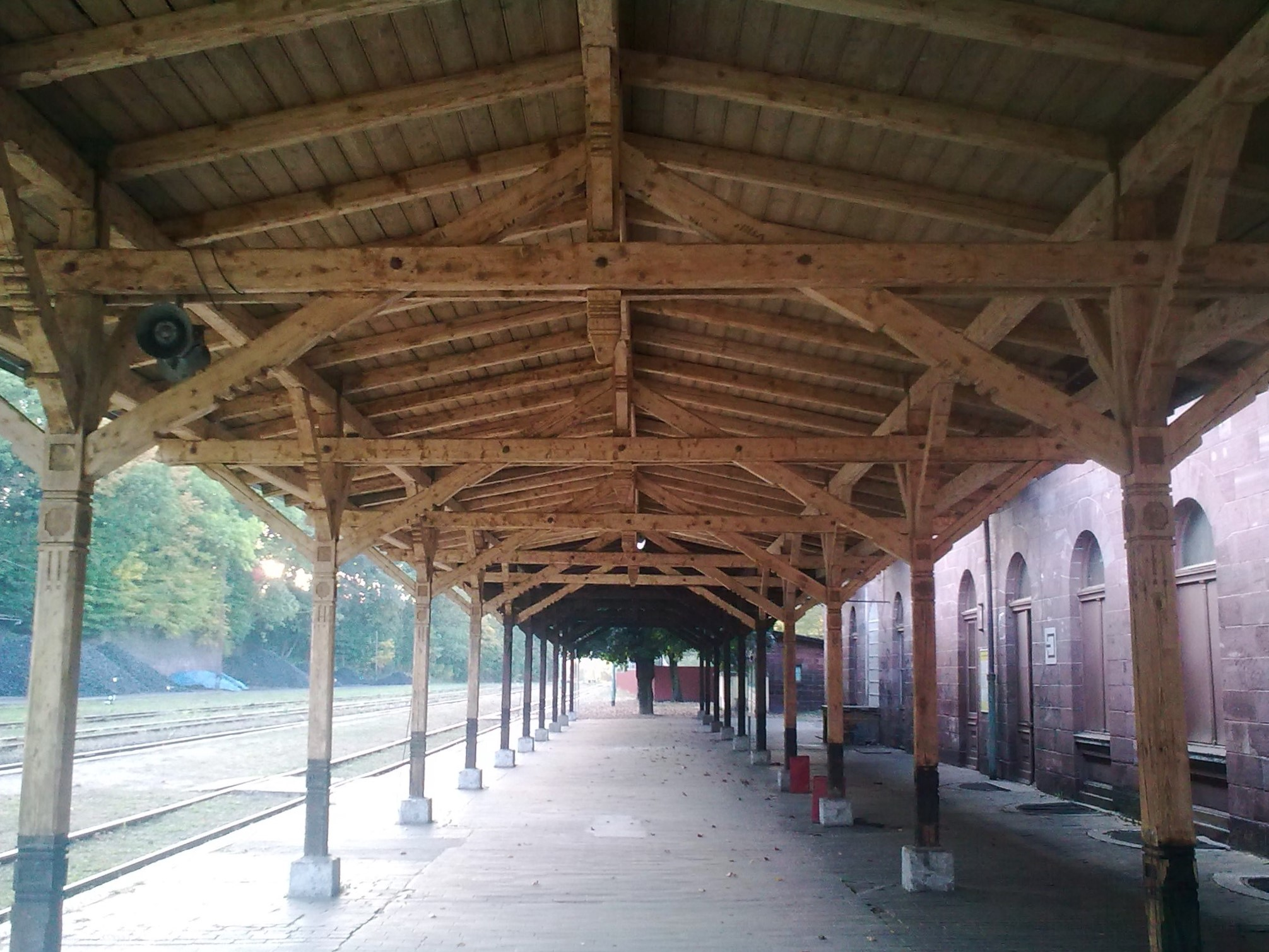
Wiata na stacji podczas remontu
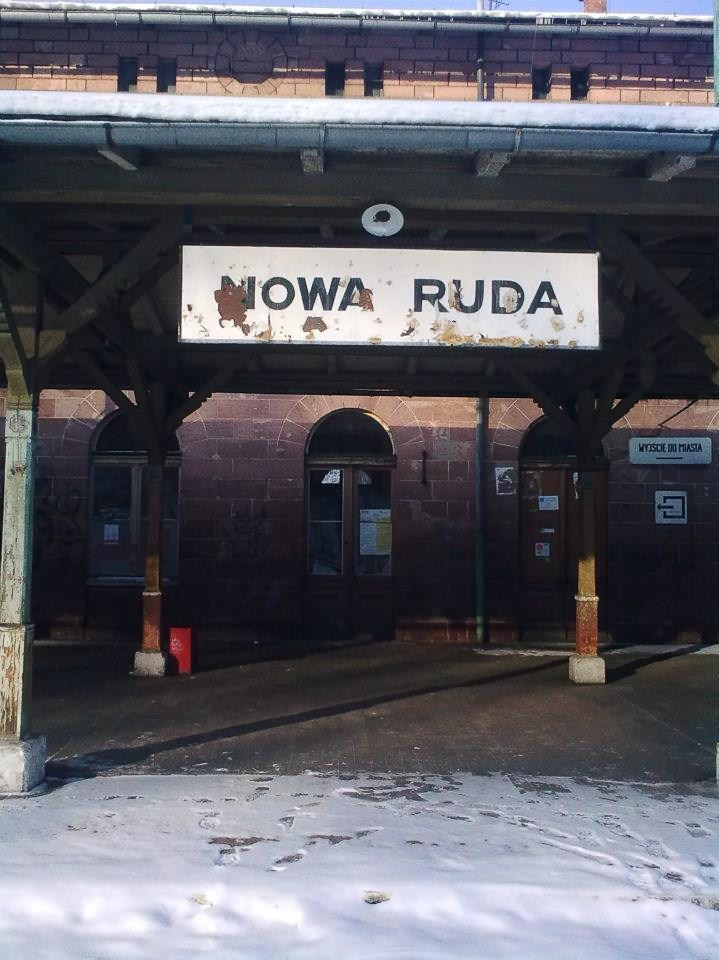
Dworzec kolejowy przed remontem
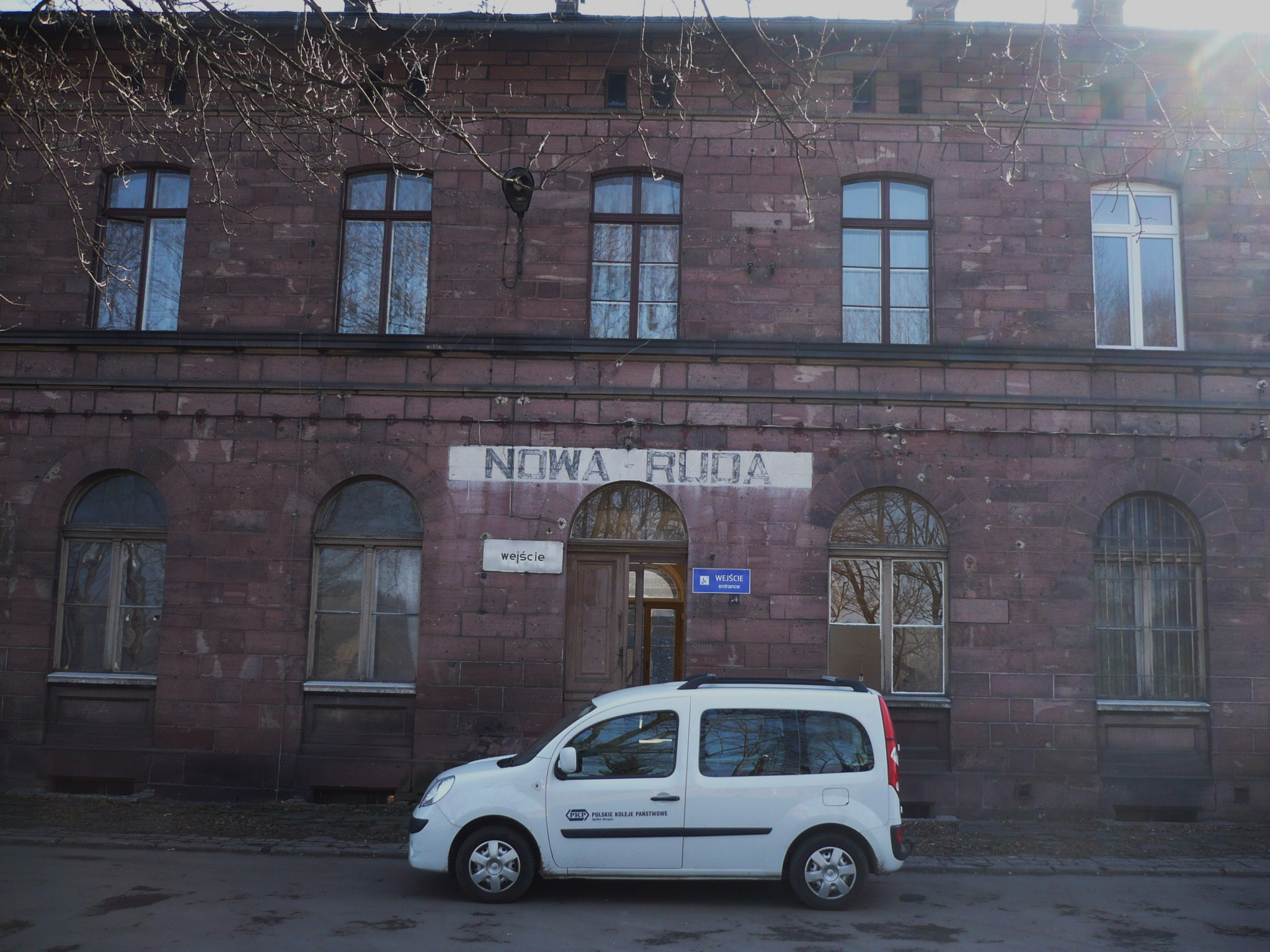
Dworzec kolejowy
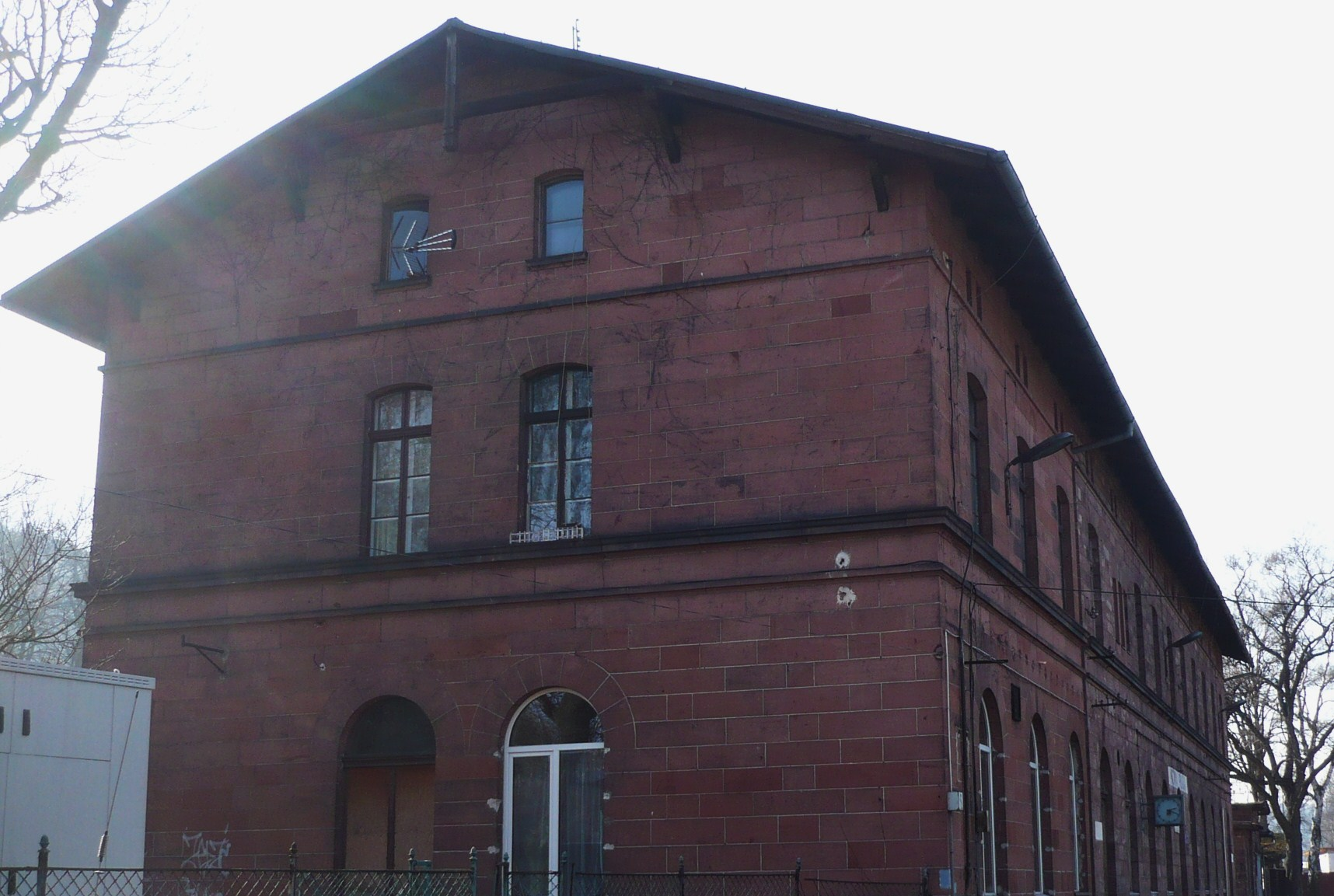
Dworzec kolejowy